# Foyer perdu
Pour plus de détails, voir Fiche technique et Distribution.
Foyer perdu est un film français réalisé par Jean Loubignac, sorti en 1952.

## Fiche technique
- Titre : Foyer perdu
- Réalisation : Jean Loubignac
- Scénario et dialogues : André Haguet, d'après sa pièce Tu es un imbécile
- Décors : Louis Le Barbenchon
- Photographie : René Colas
- Son : Pierre-Henri Goumy
- Montage : Jacques Goumy
- Musique : Henri Bourtayre
- Société de production : Optimax Films
- Pays de production :  France
- Format : Noir et blanc - 1,37:1 - 35 mm - Son mono
- Genre : Comédie
- Durée : 105 minutes
- Date de sortie : 
  - France : 13 juin 1952

## Distribution
- Gaby Morlay :  Alice Barbentin
- Aimé Clariond : 	Georges Fontaine
- Mary Marquet : Madame Barbentin mère
- Guy Rapp : Eugène Barbentin
- Claude Nicot : Pierre Barbentin
- Mag-Avril : Mademoiselle Janvier
- Jacqueline Dor : Douce
- Charles Bouillaud : Thomas - le clerc
- Georges Paulais
- Paul Crauchet : 	Le garçon de café